# District historique de Smiths Grove
Le district historique de Smiths Grove – ou Smiths Grove Historic District en anglais – est un district historique américain situé à Smiths Grove, dans le comté de Warren, au Kentucky. Il est inscrit au Registre national des lieux historiques depuis le 18 décembre 1979.